# Le Festin des Sages
Le Festin des Sages, aussi Festival des Sages, ou Khépé Gatön (tibétain : མཁས་པའི་དགའ་སྟོན།, Wylie : mkhas pa'i dga' ston, THL : khepé gatön),, est un ouvrage qui relate l'histoire du bouddhisme en Inde, sa diffusion au Tibet et une partie de l'histoire du Tibet dont l'auteur est Tsouglag Trengwa (1504–1566), un historien tibétain et 2e Pawo Rinpoché, un important tulkou de la lignée karma-kagyu.
Pawo Tsouglag Trengwa débuta la rédaction de l'ouvrage en 1545 pour la terminer en 1564.

## Description
Le texte met l'accent sur l'histoire et les enseignements de l'école karma-kagyu à laquelle l'auteur appartient, abordant les autres traditions tibétaines de façon plus superficielle. Il y a une section extensive sur la première période de l'empire du Tibet, probablement écrite sur la base de documents originaux auxquels il a pu avoir accès, registres, certificats royaux et notes historiques, qui depuis ont disparu. Cette histoire religieuse est donc considérée tant par les universitaires tibétains qu'occidentaux, comme une source fiable sur le plan historique et faisant autorité.
Charles Alfred Bell a vu une partie des volumes en 1920, dans la demeure de Paljor Dorje Shatra, qui les prêta à Hugh Richardson et au professeur Giuseppe Tucci, et que le petit-fils de Shatra donna à Richardson en 1950. Les efforts de Dechen Choekhor Rinpoché pour trouver une version complète des volumes de l'ouvrage pour Hugh Richardson, menèrent à la découverte des matrices, en planches de bois xylographiées au monastère de Lhalung.
Pour le professeur Lokesh Chandra qui publia sur ce texte dès 1955, la valeur unique de l'œuvre est illustrée par le volume rgyal-rabs. Il comporte une citation in extenso de l'inscription du IXe siècle du pilier de Samyé, seul exemple connu dans les travaux historiques tibétains. Il s'appuie largement sur les anciens registres des premiers monastères tibétains, les citant parfois mot à mot.